# 콘월 공작
콘월 공작(Duke of Cornwall)은 잉글랜드의 공작 작위 중 하나로, 현재는 보통 영국의 군주의 장남이 사용하고 있다. 콘월 공작은 잉글랜드 시대에 최초로 만들어진 공작 작위로 현재는 랭커스터 공작과 함께 실체적 부동산으로서의 공국(콘월 공국)을 지니는 단 두 개의 작위이다. 단, 랭커스터 공은 1413년에 작위 보유자가 왕위를 계승하였기 때문에 현재 보유자는 없다.

## 전설
몬머스의 제프리가 쓴 브리타니아 열왕사와 같은 영국의 몇몇 민간 전승적인 역사는 콘월주를 다스린 리더가 트로이의 전사이자 브루투스의 협력자, 원래 영국 제도의 정착민이었던 코리네우스라고 기록되어 있다. 이 초창기때부터 아서 왕 시대에 이르기까지 전설적인 콘월 공작은 상급왕이나 브리튼의 통치자로부터 독립하지 않은 채 반자치적으로 있었으며, 동시에 가장 가까운 협력자이자 보호자 역할을 하기도 하였다.
전설에 의하면 우서 펜드래건 왕 치하에 있었던 콘월 공작 골로이스는 왕이 자신의 아내인 이그레인에게 집착하자 통치에 반기를 들었다. 이에 우서는 골로이스를 죽이고 이그레인을 차지하였으며, 둘의 사이에서 나온 아들이 아서왕이 되었다.

## 역사
역사적 기록에 따르면, 앵글로색슨의 브리타니아 정착에 이어, 콘월은 데번주가 포함된 둠노니아 왕국의 일부였다. (콘월에 자신들만의 통치자가 있었을지도 모른다는 증거가 있다.) 브리튼의 남서쪽에서는 점차 잉글랜드 왕국으로 편입이 되어 갔고, 1066년 노르만인의 잉글랜드 정복 이후 영국의 새로운 통치자들은 자신의 부하를 콘월 백작으로 임명하였는데, 그 중에서 첫 번째 통치자는 브리타니에 있는 코르누아이유에 살고 있는 브르타뉴인이었다.
첫 콘월 공작의 작위는 에드워드 3세의 장남인 에드워드 흑태자가 아버지가 노르망디 공작의 칭호를 잃은 후 1337년에 작위를 가지게 되었다. 이후 에드워드 흑태자가 에드워드 3세보다 먼저 사망하게 되자, 흑태자의 아들인 리처드 2세가 콘월 공작 작위를 이었다. 시간이 지나 1421년에 반포된 칙령에 의해 공작 작위는 장남에게 넘어가는 것으로 되었다. 콘월은 이로써 잉글랜드 왕국의 첫 공작 작위가 되었다.

## 승계
콘월 공작의 지위는 살아있는 군주의 맏아들로, 후에 명백히 왕이 될 수 있는 사람만이 가질 수 있다. 만약 콘월 공작이 사망하였을 경우에, 그 장남은 현재 왕에겐 손자이므로 공위가 계승되지 않으며, 왕의 장남에게 아이가 없었던 경우에는 차기 왕위 계승자이자 살아 있는 왕의 아들 중 최연장자가 되는 차남에게 콘월 공작 작위가 계승되게 된다. (조지 3세 참고) 또한 비슷하게 여성도 법정추정상속인이나 추정상속인이어도 콘월 공작이 될 수 없었으나, 2013년 왕위계승법으로 인해 개정되었다.
개인이 콘월 공작이 되지 않고 웨일스 공이 되거나 법정추정상속인이 되는 것은 가능하다. "웨일스 공"이라는 호칭은 국왕의 재량으로 직접 부여되며, 장남에게만 제한되지 않는다. 일례로, 조지 2세의 법정추정상속인이자 미래의 조지 3세가 될 당시 웨일스 공은 손자 관계였기 때문에 콘월 공작을 겸하지 않았다. 왕에게 합법적인 아들이 없을 때에 콘월 공국의 영지는 왕에게 아들이 생기거나 아들을 가진 새로운 왕이 즉위할 때까지 왕위에 귀속되게 된다.
제임스 2세의 아들인 제임스 프랜시스 에드워드 스튜어트는 1688년 콘월 공작으로 태어났다. 비록 아버지가 명예혁명으로 인해 왕위가 박탈되었지만 스튜어트의 공작 작위는 박탈당하지 않았다. 자코바이트의 관점에서 보았을 때, 1701년에 아버지가 사망하며 콘월 공작 작위는 왕위에 병합되었으며, 하노버가의 관점에서 보았을 때는 제임스가 1702년 3월 2일 반역죄로 사권 박탈되며 작위가 영국 법에 의해 몰수된 것이 아버지의 잃어버린 왕좌를 주장하였던 결과이다.

## 오늘날의 콘월 공작
현재 콘월 공작은 현재 왕위에 있는 찰스 3세의 장남인 웨일스 공 윌리엄이다.

## 콘월 공작
| 듀크 공작                                   | 부모           | 시작          | 끝                 | 겸하는 작위 |
| ------------------------------------------- | -------------- | ------------- | ------------------ | --- |
| 우드스톡의 에드워드                         | 에드워드 3세   | 1337년        | 1376 (사망)        | 웨일스 공 (1343), 아키텐 공 (1362–1372), 체스터 백작 (1333)                                                                                  |
| 몬머스의 헨리                               | 헨리 4세       | 1399년        | 1413년 (왕위 승계) | 웨일스 공과 체스터 백작 (1399), 아키텐 공작 (1390), 랭커스터 공작 (1399)                                                                     |
| 헨리                                        | 헨리 5세       | 1421년 (출생) | 1422년 (왕위 승계) | 아키텐 공작 (1390) |
| 웨스트민스터의 에드워드                     | 헨리 6세       | 1454년        | 1471년 (사망)      | 웨일스 공과 체스터 백작 (1454) |
| 에드워드                                    | 에드워드 4세   | 1471년        | 1483년 (왕위 승계) | 웨일스 공과 체스터 백작 (1471) 마치 백작 (1479), 펨브로크 백작 (1479)                                                                        |
| 제1대 솔즈베리 백작 미들햄의 에드워드       | 리처드 3세     | 1483년        | 1484년 (사망)      | 웨일스 공과 체스터 백작 (1483), 솔즈베리 백작 (1478)                                                                                         |
| 아서 튜더                                   | 헨리 7세       | 1486년        | 1502년 (사망)      | 웨일스 공과 체스터 백작 (1489) |
| 제1대 요크 공작 헨리                        | 헨리 7세       | 1502년        | 1509년 (왕위 승계) | 웨일스 공과 체스터 백작 (1504), 요크 공작 (1494)                                                                                             |
| 헨리                                        | 헨리 8세       | 1511년        | 1511년 (사망)      | |
| 에드워드 튜더                               | 헨리 8세       | 1537년        | 1547년 (왕위 승계) | 웨일스 공과 체스터 백작 (1537) |
| 헨리 프레더릭                               | 제임스 1세     | 1603년        | 1612년 (사망)      | 웨일스 공과 체스터 백작 (1610) |
| 제1대 듀크 공작, 제1대 올버니 공작 찰스 1세 | 제임스 1세     | 1612년        | 1625년 (왕위 승계) | 웨일스 공과 체스터 백작 (1616), 올버니 공작 (1600), 요크 공작 (1605), 오몬드 후작, 아드매노크 경 (1600)                                      |
| 찰스 제임스 왕자                            | 찰스 1세       | 1629년        | 1629년 (사망)      | 로스시 공작 외 (1469 & 1540) |
| 찰스 왕자                                   | 찰스 1세       | 1630년        | 1649년 (왕위 승계) | 웨일스 공, 체스터 백작 (1638) |
| 제임스 프랜시스 에드워드 왕자               | 제임스 2세     | 1688년        | 1702년 (사권 박탈) | 웨일스 공, 체스터 백작 (1688) |
| 제1대 케임브리지 공작 조지 왕자             | 조지 1세       | 1714년        | 1727년 (왕위 승계) | 웨일스 공, 체스터 백작 (1714), 하노버 세습 왕자, 케임브리지 공작, 케임브리지 후작, 밀포드 헤이븐 후작, 노샐러턴 자작, 튜크스베리 남작 (1706) |
| 제1대 에든버러 공작 프레더릭 왕자           | 조지 2세       | 1727년        | 1751년 (사망)      | 웨일스 공과 체스터 백작 (1729), 에든버러 공작, 일리 후작, 앨섬 백작, 론스턴 자작, 스노든 남작 (1726)                                         |
| 조지 왕자                                   | 조지 3세       | 1762년        | 1820년 (왕위 승계) | 웨일스 공, 체스터 백작 (1762) |
| 앨버트 에드워드 왕자                        | 빅토리아       | 1841년        | 1901년 (왕위 승계) | 웨일스 공과 체스터 백작 (1841), 더블린 백작 (1850)                                                                                           |
| 제1대 요크 공작 조지 왕자                   | 에드워드 7세   | 1901년        | 1910년 (왕위 승계) | 웨일스 공과 체스터 백작 (1901), 요크 공작, 인버네스 백작, 킬러미 남작 (1892)                                                                 |
| 에드워드 왕자                               | 조지 5세       | 1910년        | 1936년 (왕위 승계) | 웨일스 공과 체스터 백작 (1910) |
| 찰스 왕자                                   | 엘리자베스 2세 | 1952년        | 2022년             | 웨일스 공과 체스터 백작 (1958) |
| 윌리엄 왕자                                 | 찰스 3세       | 2022년        | 현재               | 웨일스 공과 체스터 백작 (2022), 케임브리지 공작 (2011)                                                                                       |

## 같이 보기
- 웨일스 공
- 콘월
- 로스시 공작
- 콘월 공작부인